# Prekopeča
Prekopeča (en serbe cyrillique : Прекопеча) est un village de Serbie situé dans la municipalité de Stanovo (Kragujevac), district de Šumadija. Au recensement de 2011, il comptait 89 habitants.
Sur le territoire du village se trouve le monastère de Prekopeča.

## Démographie
| 1948 | 1953 | 1961 | 1971 | 1981 | 1991 | 2002 | 2011 |
| ---- | ---- | ---- | ---- | ---- | ---- | ---- | ---- |
| 161  | 161  | 150  | 131  | 132  | 141  | 123  | 89   |

|  |